# 그린카
주식회사 그린카(영어: Greencar)는 롯데그룹 계열사 롯데렌탈의 카셰어링 서비스 업체이다. 국내 최초의 카셰어링 업체로 2009년 설립되어, 쏘카보다 한발 먼저 2011년 9월 상용화 서비스를 시작하였다. 이후 KT렌탈이 인수하였고, 2015년 롯데가 KT렌탈을 인수하여 롯데의 계열사가 되었다. 그린카는 모빌리티 플랫폼으로서 사업영역을 확장중이며, 차량 세차 서비스인 '세차클링'을 2019년에 론칭했다. 세차클링은 모바일 앱을 통해 원하는 시간과 장소를 선택해 보다 간편하게 이용 가능한 비대면 방문 세차 서비스이다. 합리적인 가격은 물론 친환경 워터리스 세차 방식과 검증된 제품 등을 사용하여 전문적인 세차 서비스를 제공하고 있다.
2024년 9월 3일부로 브랜드 명칭을 롯데렌터카 G car(지카)로 변경하면서 완전한 롯데렌탈의 하위 브랜드로 전환됐다. 단, 법인명은 (주)그린카를 유지한다
| 그린카는 모빌리티 플랫폼으로서 사업영역을 확장중이며, 차량 세차 서비스인 '세차클링'을 2019년에 론칭했다. 세차클링은 모바일 앱을 통해 원하는 시간과 장소를 선택해 보다 간편하게 이용 가능한 비대면 방문 세차 서비스이다. 합리적인 가격은 물론 친환경 워터리스 세차 방식과 검증된 제품 등을 사용하여 전문적인 세차 서비스를 제공하고 있다. |

## 연혁
- 2009년 12월 12일 그린카 설립
- 2011년 카셰어링 서비스 도입
- 2016년 프리미엄브랜드지수(KS-PBI) 카셰어링 부문 1위
- 2017년 대한민국 퍼스트브랜드 대상에서 업계 최초로 카셰어링 부문 1위
- 2017년 4월 대학(원)생 전용 카셰어링, 캠퍼스카 론칭
- 2019년 세차클링 론칭

## 같이 보기
- 카셰어링
- 공유경제
- 전기 자동차